# 建國大學
建國大學（：／ Kŏn'guk Taehakkyo）简称建大。FM口号是“民族建大”（朝鲜语：민족건대）。建國大學分別在首爾與忠州各有校區，首尔校区位于韩国首都首尔市广津区华阳洞。截至2024年，首尔校区有14所学院和3所专科研究生院，以及9个特殊研究生院。忠州校区有5个学院和1个专业研究生院，以及1个特殊研究生院。
在优势学科方面，建國大學是韩国兽医学科最强的大学。并且基因工程学科、经济学科也较为著名。曾于2004年获商学院经济学科领域评价之研究领域韩国第一名。
在国际排名方面，建国大学表现突出，根据QS世界大学排名显示，2025年，该校在QS世界大学排名中，位列第721-730名区间；在QS亚洲大学排名中，位列第140名。稳居韩国高校前列。

## 姊妹校
- 中華民國：
  1. 文化大學
  2. 國立金門大學

## 著名校友
- 嚴泰雄（放送映像內容學碩士）
- 李榮杓
- 李多海（電影藝術學系）
- 王智慧（電影藝術學系）
- 嚴泰九（電影藝術學系）
- 李鍾碩（電影藝術學系學士、電影演技MFA實績碩士）
- 周元（放送影像學系）
- 劉亞仁（電影藝術學系〈輟學〉）
- 洪秀兒（電影藝術學系學士）
- 洪宗玄（電影藝術學系）
- 李民基（電影藝術學系）
- 李敏鎬（電影藝術學系）
- 高庚杓（電影藝術學系，就讀中）
- 裴允京（服裝設計系）
- 柳惠英（電影藝術學系）
- 裴斗娜（電影藝術學系）
- 朱鉉（政治學學士）
- 全民熙〈被譽為「網遊文學女王」，被封為「國民級作家」。〉
- 申恩順
- 沈昌珉（東方神起成員，電影藝術學系學士）
- 孫東雲（Highlight成員，電影藝術學系）
- 金碩珍（防彈少年團成員，電影藝術學系）
- 林在範 (JJ Project&JUS2成員，GOT7隊長，電影藝術學系，休學）
- 崔珉豪（SHINee成員，電影藝術學系學士。電影演技實績碩士班第1期〈就讀中〉）
- 李源根（電影藝術學系）
- 朴善浩
- 金泫雅（前4Minute成員文化藝術系，就讀中。）
- 金多絮（前SISTAR成員，電影藝術學系，就讀中）
- 秀彬 （前Dal★Shabet成員，電影藝術學系，就讀中）
- 惠利（Girl's Day成員，電影藝術學系）
- 崔至祐（電影藝術學系，就讀中）
- 金惠奫（電影藝術學系學士）
- 林娜璉（TWICE成員，電影藝術學系學士）
- 蔡秀彬（電影藝術學系，就讀中）
- 金娜炫 (SONAMOO，電影藝術學系，就讀中)
- 孫世恩（職業高爾夫選手，其姊為Apink成員孫娜恩，就讀中）
- 姜泰伍（5urprise成員，電影藝術學系學士）
- 宋江 (演員)（電影藝術學系）
- 金佳覽（前LE SSERAFIM成員，戲劇系，就讀中）